# React
React (hay còn được gọi là React.js hoặc ReactJS) là một thư viện JavaScript front-end mã nguồn mở và miễn phí để xây dựng giao diện người dùng dựa trên các thành phần UI riêng lẻ. Nó được phát triển và duy trì bởi Meta (trước đây là Facebook) và cộng đồng các nhà phát triển và công ty cá nhân. React có thể được sử dụng làm cơ sở để phát triển các ứng dụng SPA (Single page application), thiết bị di động hoặc ứng dụng được kết xuất bằng máy chủ với các thư viện khác như Next.js. Tuy nhiên, React chỉ hướng tới việc quản lý trạng thái và hiển thị trạng thái đó cho DOM, vì vậy việc tạo ứng dụng bằng React thường yêu cầu sử dụng thêm các thư viện bổ sung để thực hiện định tuyến trang, cũng như thêm một số chức năng ở phía máy khách.